# 静之窟
静之窟（しずのいわや）は、島根県大田市静間町魚津の海岸に存在する海食洞（奥行は約45m、高さは約13m）で「静窟（しずがいわや）」ともいう。大田市指定の天然記念物である。
出雲神話において大国主命と少彦名命が国造りの際に石窟を仮住まいとしたという伝承があり、静之窟が万葉集（巻3-355）に収められている生石村主真人（おいしのすぐりのまひと）の「大汝少彦名乃将座志都乃石室者幾代将経（おほなむち すくなひこのいましけむ しつのいわやは いくよへにけむ）」の「志都乃石室」ではないかとする説がある。　　　　　
この地は徳川の天領であったため、洞窟内には徳川家達公に題字を揮毫頂き、千家尊福公書の万葉歌碑が建てられている。　本来、この洞窟には式内社の静間神社があったが、幾度かの高波被害で一度は魚津集落内に遷座した後、1674年（延宝2年）6月、大雨により山崩れが発生し社殿が大破したため、翌年、近くの垂水山に再遷座された。なお、崩落の危険があるため静之窟は現在立入禁止となっている。　